# 守屋貴司
守屋貴司（もりや たかし、1962年4月20日- ）は、日本の経営学者、立命館大学教授。
兵庫県西宮市生まれ。1985年関西学院大学商学部卒、92年同大学院商学研究科経営学博士課程後期課程中退、2004年立命館大学大学院社会学研究科博士課程後期課程修了、「日本企業社会における成果主義導入と企業内『共同体』の変容」で社会学博士。1992年奈良産業大学専任講師、94年助教授、99年教授、経営学部長、2006年立命館大学経営学部教授。

## 著書
- 『現代英国企業と労使関係 合理化と労働組合』税務経理協会 1997
- 『激動の総合商社 管理・組織・労働の経営学的研究』森山書店 2000
- 『総合商社の経営管理』森山書店 2001
- 『日本企業への成果主義導入 企業内「共同体」の変容』森山書店 2005

### 共編著
- 『国際人事管理の根本問題 21世紀の国際経営と人事管理の国際的新動向』平澤克彦共編著 八千代出版 2001
- 『世界の女性労働 ジェンダー・バランス社会の創造へ』柴山恵美子,藤井治枝共編著 ミネルヴァ書房 シリーズ〈女・あすに生きる〉 2005
- 『はじめの一歩経営学 入門へのウォーミングアップ』近藤宏一,小沢道紀共著 ミネルヴァ書房 2007
- 『明日を生きる人的資源管理入門』澤田幹,平澤克彦共編著 ミネルヴァ書房 2009
- 『人間らしい「働き方」・「働かせ方」 人事労務管理の今とこれから』黒田兼一,今村寛治共編著 ミネルヴァ書房 現代社会を読む経営学 2009
- 『日本の外国人留学生・労働者と雇用問題 労働と人材のグローバリゼーションと企業経営』編著 晃洋書房 2011
- 『活躍する女性会社役員の国際比較 役員登用と活性化する経営』渡辺峻共編著 ミネルヴァ書房 シリーズ〈女・あすに生きる〉 2016

## 論文
- <守屋貴司